# Kobyłocha
Kobyłocha, Kobylocha (niem. Kobbelhals) – wieś w Polsce położona w województwie warmińsko-mazurskim, w powiecie szczycieńskim, w gminie Szczytno. W latach 1975–1998 miejscowość administracyjnie należała do województwa olsztyńskiego. Na początku XVII wieku przeważała tu ludność polska.
Wieś tylko w oficjalnych dokumentach figuruje jako Kobyłocha, wśród mieszkańców i turystów miejscowość nazywa się wyłącznie Kobylocha. W niektórych opracowaniach książkowych również występuje pod nazwą Kobylocha. Leży przy jeziorze Sasek Wielki, które też powszechnie nazywane jest "Kobylocha".
Obecnie, ponieważ miejscowość leży przy największym jeziorze w powiecie, jest miejscowością turystyczną. Dużo więcej jest tu obecnie domków letniskowych niż domów wiejskich. Dojazd: DK57 Szczytno – Dębówko, następnie w lewo utwardzoną drogą do wsi.

## Historia
Wieś lokowana w 1612 r.